# Matthieu Chabrol
Matthieu Chabrol (* 21. Dezember 1956 in Neuilly-sur-Seine, Frankreich) ist ein französischer Filmkomponist. 

## Leben
Er ist der jüngere von zwei Söhnen des verstorbenen Regisseurs Claude Chabrol aus dessen erster Ehe mit Agnès Goute. Für Chabrol hat er seit 1982 fast alle Filmmusiken geschrieben. Sein älterer Bruder (* 1954) ist der Architekt Jean-Yves Chabrol, sein 1963 geborener Halbbruder Thomas Chabrol aus Claude Chabrols Ehe mit Stéphane Audran arbeitet als Filmschauspieler.

## Filmografie
- 1982: Die Wahlverwandtschaften (Les Affinités électives)
- 1982: Die Fantome des Hutmachers (Les Fantômes du chapelier)
- 1984: Das Blut der Anderen (Le Sang des autres)
- 1985: Hühnchen in Essig (Poulet au vinaigre)
- 1986: Inspektor Lavardin oder Die Gerechtigkeit (Inspecteur Lavardin)
- 1987: Masken (Masques)
- 1987: Der Schrei der Eule (Le Cri du hibou)
- 1988: Eine Frauensache (Une affaire de femmes)
- 1990: Stille Tage in Clichy (Jours tranquilles à Clichy) (auch als Schauspieler)
- 1991: Madame Bovary
- 1992: Betty
- 1994: Die Hölle (L’Enfer)
- 1995: Biester (La Cérémonie)
- 1997: Das Leben ist ein Spiel (Rien ne va plus)
- 1999: Die Farbe der Lüge (Au cœur du mensonge)
- 2000: Chabrols süßes Gift (Merci pour le chocolat)
- 2003: Die Blume des Bösen (La Fleur du mal)
- 2004: Die Brautjungfer (La Demoiselle d’honneur)
- 2006: Geheime Staatsaffären (L’Ivresse du pouvoir)
- 2007: Die zweigeteilte Frau (La Fille coupée en deux)
- 2009: Kommissar Bellamy (Bellamy)